# Cal Costes
Cal Costes és una masia situada al municipi d'Odèn, a la comarca catalana del Solsonès.